# 守口町
守口町（もりぐちちょう）は、大阪府北河内郡にあった町。現在の守口市西部にあたる。

## 歴史
- 1889年（明治22年）4月1日 - 町村制の施行により、茨田郡守口町・土居村の区域をもって守口町が発足。大字守口に町役場を設置。
- 1896年（明治29年）4月1日 - 所属郡が北河内郡に変更。
- 1934年（昭和9年）9月21日 - 室戸台風の暴風雨で守口小学校の木造校舎が倒壊。児童11人と職員1人が校舎の下敷きになって死亡。15人以上が負傷[1]。
- 1939年（昭和14年） - 松町・竹町・梅町・桃町・西出町・北斗町・日光町・京阪北本通・浜町・暁町・日向町・神木町・竜田通・松月町・河原町・桜町・本町・京阪本通1 - 2丁目・豊秀町1 - 2丁目・日吉町1 - 2丁目・金下町1 - 2丁目・祝町・早苗町・寺内町・春日町・小春町・梅園町・文園町・平代町・寿町・紅屋町・長池町・大門町を起立し、37町2大字となる。
- 1942年（昭和17年）2月1日 - 味噌と醤油の配給制度が始まる。当初、制度の対象は大阪市など大都市に限定されたが、府内では「町」として唯一、守口町も選ばれた[2]。
- 1946年（昭和21年）11月1日 - 北河内郡三郷町と合併して守口市が発足。同日守口町廃止。

## 交通

### 鉄道路線
- 京阪神急行電鉄（現・京阪電気鉄道）
  - 京阪本線
    - 滝井駅 - 土居駅（当町廃止時は休止中） - 守口駅（現・守口市駅）
- 大阪市交通局（大阪市電）
  - 都島守口線
    - 太子橋停留場 - 守口停留場

現在は上記の他にOsaka Metro谷町線・今里筋線の太子橋今市駅・谷町線の守口駅が所在するが、当時は未開業。なお、大阪市電都島守口線は廃止され、大阪市交通局も民営化されている。

### 道路
- 京街道（現・国道1号）

現在は旧町域を阪神高速12号守口線が通過するが、当時は未開通。

## 名所・旧跡・観光スポット・祭事・催事
- 守口宿